# Hydrodendron sympodiformis
Hydrodendron sympodiformis is een hydroïdpoliep uit de familie Haleciidae. De poliep komt uit het geslacht Hydrodendron. Hydrodendron sympodiformis werd in 1974 voor het eerst wetenschappelijk beschreven door Millard & Bouillon. 